# Американо-монакские отношения
Американо-монакские отношения — двусторонние дипломатические отношения между США и Монако. 

## История

Марка, посвященная актрисе и княгине Монако Грейс Келли

На протяжении 150 лет Монако и США плотно сотрудничают, между странами сложились дружеские отношения. Их объединяет приверженность к международному сотрудничеству в решении проблем в мире, соблюдение прав человека. Посол США во Франции и генеральный консул США в Марселе также представляют интересы этой страны в Монако.

## Торговля

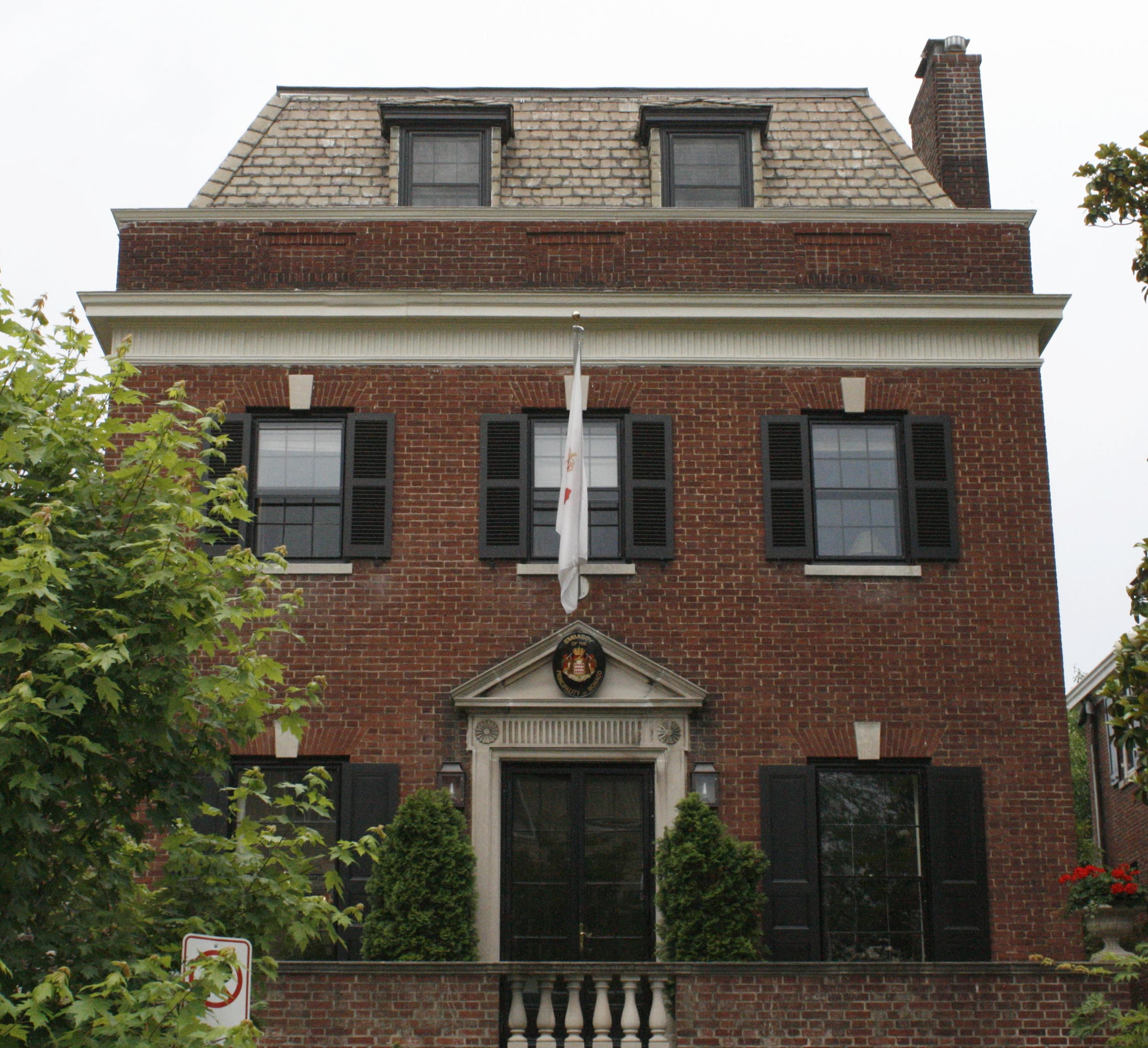
Здание посольства Монако в Вашингтоне

Двусторонний товарооборот между Соединенными Штатами и Монако достаточно скромный. Монако имеет полную таможенную интеграцию с Францией, а также участвует в рыночной системе Европейского Союза посредством таможенного союза с Францией. Между США и Монако подписано соглашение об обмене налоговой информацией.